# Coppa Libertadores 2014 (calcio femminile)
La Coppa Libertadores 2015 è stata la 6ª edizione della massima competizione sudamericana riservata a squadre femminili di club. Il torneo si è tenuto tra il 5 e il 16 novembre in Brasile.
Il trofeo è stato vinto, per la terza volta nella loro storia e per la seconda volta consecutiva, dalle brasiliane del São José.

## Squadre
Al torneo partecipano 12 squadre di 10 federazioni (i 10 membri della CONMEBOL), i cui criteri di qualificazione sono determinati dalle singole federazioni nazionali.
| Nazione               | Squadra             | Qualificazione                                             |
| --------------------- | ------------------- | ---------------------------------------------------------- |
| Argentina (1 squadra) | Boca Juniors        | Campione del Campionato Argentino Femminile 2014           |
| Bolivia (1 squadra)   | Mundo Futuro        | Campione del Campionato Nazionale femminile boliviano 2014 |
| Brasile (3 squadre)   | São José            | Campione in carica                                         |
| Brasile (3 squadre)   | Vitória das Tabocas | 2ª Classificata nella Coppa del Brasile femminile 2013     |
| Brasile (3 squadre)   | Centro Olímpico     | Campione del Campionato Brasiliano Femminile 2013          |
| Cile (1 squadra)      | Colo-Colo           | Campione del Campionato Cileno Femminile 2013              |
| Colombia (1 squadra)  | Formas Íntimas      | Campione della Coppa Pre-libertadores 2014                 |
| Ecuador (1 squadra)   | Rocafuerte          | Campione del Campionato Ecuadoriano Femminile 2014         |
| Paraguay (1 squadra)  | Cerro Porteño       | Campione del Campionato Paraguaiano Femminile 2013         |
| Perù (1 squadra)      | Real Maracaná       | Campione del Campionato Peruviano Femminile 2014           |
| Uruguay (1 squadra)   | Colón               | Campione del Campionato Uruguaiano Femminile 2013          |
| Venezuela (1 squadra) | Caracas             | Campione del Campionato Femminile Venezuelano 2014         |

## Stadi
Le partite si sono tenute a São José dos Campos nei seguenti stadi:
- Stadio Martins Pereira, São José dos Campos (16.500)
- Stadio ADC Parahyba, São José dos Campos (4.000)
- Stadio ADC GM, São José dos Campos (500)

## Fase a gironi

### Gruppo A
| Pos. | Squadra       | Pt | G | V | N | P | GF | GS | DR  |
| ---- | ------------- | -- | - | - | - | - | -- | -- | --- |
| 1.   | São José      | 9  | 3 | 3 | 0 | 0 | 16 | 1  | +15 |
| 2.   | Boca Juniors  | 6  | 3 | 2 | 0 | 1 | 7  | 7  | 0   |
| 3.   | Real Maracaná | 3  | 3 | 1 | 0 | 2 | 4  | 13 | -9  |
| 4.   | Mundo Futuro  | 0  | 3 | 0 | 0 | 3 | 3  | 9  | -6  |

### Gruppo B
| Pos. | Squadra         | Pt | G | V | N | P | GF | GS | DR  |
| ---- | --------------- | -- | - | - | - | - | -- | -- | --- |
| 1.   | Caracas         | 7  | 3 | 2 | 1 | 0 | 9  | 7  | +2  |
| 2.   | Centro Olímpico | 5  | 3 | 1 | 2 | 0 | 7  | 3  | +4  |
| 3.   | Colo-Colo       | 4  | 3 | 1 | 1 | 1 | 11 | 6  | +5  |
| 4.   | Colón           | 0  | 3 | 0 | 0 | 3 | 5  | 16 | -11 |

### Gruppo C
| Pos. | Squadra             | Pt | G | V | N | P | GF | GS | DR  |
| ---- | ------------------- | -- | - | - | - | - | -- | -- | --- |
| 1.   | Cerro Porteño       | 9  | 3 | 3 | 0 | 0 | 10 | 2  | +8  |
| 2.   | Formas Íntimas      | 6  | 3 | 2 | 0 | 1 | 7  | 2  | +5  |
| 3.   | Vitória das Tabocas | 3  | 3 | 1 | 0 | 2 | 5  | 6  | -1  |
| 4.   | Rocafuerte          | 0  | 3 | 0 | 0 | 3 | 0  | 12 | -12 |

### Raffronto delle seconde classificate
| Pos. | Squadra         | Pt | G | V | N | P | GF | GS | DR |
| ---- | --------------- | -- | - | - | - | - | -- | -- | -- |
| 1.   | Formas Íntimas  | 6  | 3 | 2 | 0 | 1 | 7  | 2  | +5 |
| 2.   | Boca Juniors    | 6  | 3 | 2 | 0 | 1 | 7  | 7  | 0  |
| 3.   | Centro Olímpico | 5  | 3 | 1 | 2 | 0 | 7  | 3  | +4 |

## Fase a eliminazione diretta
|  | Semifinali     | Semifinali     | Semifinali |          |         | Finale              | Finale              | Finale          |  |
|  |                |                |            |          |         |                     |                     |                 |  |
|  | Caracas (dtr)  | Caracas (dtr)  | 2 (6)      |          |         |                     |                     |                 |  |
|  | Caracas (dtr)  | Caracas (dtr)  | 2 (6)      |          |         |                     |                     |                 |  |
|  | Formas Íntimas | Formas Íntimas | 2 (5)      |          |         |                     |                     |                 |  |
|  | Formas Íntimas | Formas Íntimas | 2 (5)      |          | Caracas | Caracas             | 1                   |                 |  |
|  |                |                |            |          | Caracas | Caracas             | 1                   |                 |  |
|  |                |                | São José   | São José | 5       |                     |                     |                 |  |
|  | Cerro Porteño  | Cerro Porteño  | São José   | São José | 5       | 1                   |                     |                 |  |
|  | Cerro Porteño  | Cerro Porteño  |            |          |         | 1                   |                     |                 |  |
|  | São José       | São José       | 2          |          |         | Finale 3º posto     | Finale 3º posto     | Finale 3º posto |  |
|  | São José       | São José       | 2          |          |         |                     |                     |                 |  |
|  |                |                |            |          |         |                     |                     |                 |  |
|  |                |                |            |          |         | Formas Íntimas      | Formas Íntimas      | 0 (3)           |  |
|  |                |                |            |          |         | Formas Íntimas      | Formas Íntimas      | 0 (3)           |  |
|  |                |                |            |          |         | Cerro Porteño (dtr) | Cerro Porteño (dtr) | 0 (5)           |  |